# Ноткер Немецкий
Но́ткер Немецкий (Notker Teutonicus, нем. Notker der Deutsche), также известный как Но́ткер Губастый (Notker Labeo), иногда Ноткер III (около 950 — 28 июня 1022) — бенедиктинский монах, лингвист, литератор. Руководитель школы Санкт-Галленского монастыря в период его расцвета. Известен также как первый комментатор Аристотеля в Средние века.

## Биография
Ноткер родился примерно в 950 году в благородной семье из Тургау и был племянником Эккехарда I. Его отдали в Монастырь Святого Галла ещё мальчиком, где он получил хорошее образование благодаря постоянному чтению. После окончания обучения он остался в монастыре в качестве преподавателя, а затем (при аббате Буркхарте II) возглавил монастырскую школу. Современники Ноткера преклонялись перед ним как теологом, филологом, математиком, астрономом, музыкантом и поэтом. Он рассказывал о своей работе в письмах епископу Гуго Сьонскому (998—1017), а также мы знаем о его деятельности из текстов его ученика Эккехарда IV. Среди других учеников Ноткера — епископ Констанца Соломон III и странствующий учёный Батерий.
О смерти Ноткера от чумы 27 июня 1022 года упомянуто в монастырском некрологе.
Ноткер перевёл несколько текстов с латыни на немецкий (древневерхненемецкий) язык. Он упоминает об одиннадцати своих переводах, из которых сохранились пять: (1) Боэций, «Утешение Философией»; (2) Марциан Капелла, «Бракосочетание»; (3) Аристотель, «Категории» (по Боэцию); (4) Аристотель, «Об истолковании» (по Боэцию); (5) Псалтирь. Среди утраченных Книга Иова, над которой он работал более пяти лет, вергилиевские «Буколики» и «Андрий» Теренция.
Среди собственных сочинений Ноткера «Новая риторика», «Новая пасхалия» и несколько небольших латинских текстов, грамматика древнего верхненемецкого языка.
Небольшие тексты на древневерхнемецком языке о мензурировании органных труб, о монохорде и о ладах, которые иногда приписываются Ноткеру Губастому, скорее всего были составлены неизвестными монахами для обучения элементарной теории музыки в монастырской школе.
Ноткер считается одним из родоначальников немецкой литературы, его достижения в ней замечательны. Как латынью, так и немецким он владел с одинаковой лёгкостью. Часты цитаты из сочинений Отцов Церкви. Стиль письма Ноткера яркий и поэтичный.